# Richard Hunt (acteur)
Pour les articles homonymes, voir Richard Hunt et Hunt.
Richard Hunt est un marionnettiste, acteur et réalisateur américain né le 16 août 1951 à Bronx, New York (États-Unis), décédé le 7 janvier 1992 à New York (New York).

## Filmographie

### comme acteur
- 1969 : 1, rue Sésame (Sesame Street) (série TV) : Gladys the Cow (1970-1992) / Sister Twiddlebug (1971-1984) / Sully (1973-1992) / Don Music (1973-1990) / Two-Headed Monster (1978-1992) / Forgetful Jones (1979-1992) / Elmo (1981-1985) / Leo Monster (1985-1987) / Placido Flamingo (1986-1992) / Sonny Friendly (1988-1992) / Osvaldo the Grouch (198?-198?) / Aristotle "Ari" Monster (1982-1983) / Shelley Turtle (198?-1992) / Flo Bear (1990-1992) / Additional Muppets (1970-1992) (voix)
- 1972 : The Muppet Musicians of Bremen : Chicken / Additional Muppet Performer (voix)
- 1972 : Tales from Muppetland: The Frog Prince : Taminella the Puppeteer (voix)
- 1974 : The Muppets Valentine Show (TV) : Mildred / Big Mouse (voix)
- 1975 : The Muppet Show: Sex and Violence (TV) : Crazy Harry / Ohboy Bird / Pig / Lust (voix)
- 1977 : Emmet Otter's Jug-Band Christmas (TV) : Charlie, Lizard (voix)
- 1978 : Christmas Eve on Sesame Street (TV) : Ernie (assistant) / Additional Muppets (voix)
- 1978 : A Special Sesame Street Christmas (TV) : Additional Muppets (voix)
- 1979 : The Muppets Go Hollywood (TV) : Scooter, Statler, Sweetums, Janice
- 1979 : Les Muppets, le film (The Muppet Movie) : Scooter / Statler / Janice / Sweetums / Beaker / Fozzie Bear (assistant) (voix)
- 1979 : John Denver and the Muppets: A Christmas Together (TV) : Scooter / Statler / Sweetums / Janice / Beaker
- 1981 : The Muppets Go to the Movies (TV) : Beaker, Janice, Scooter, Sheriff, Statler
- 1981 : Les Muppets à Londres (The Great Muppet Caper) : Scooter / Statler / Sweetums / Janice / Beaker / Bubba / Monster (uncredited) / Cab Driver (uncredited) (voix)
- 1983 : Big Bird in China (TV) : Two-Headed Monster (II) / Ernie (assistant) / Telly (assistant) (voix)
- 1983 : Un fauteuil pour deux (Trading Places) de John Landis : Wilson
- 1984 : Les Muppets à Manhattan (The Muppets Take Manhattan) : Scooter / Janice / Statler / Beaker / Dog (uncredited) (voix)
- 1984 : Oxford Blues : Larry
- 1985 : Fozzie's Muppet Scrapbook (vidéo) : Scooter / Beaker (voix)
- 1985 : Muppet Video: The Kermit and Piggy Story (vidéo)
- 1985 : Muppet Video: Rowlf's Rhapsodies with the Muppets (vidéo) : Scooter
- 1985 : Muppet Video: Rock Music with the Muppets (vidéo) : Beaker / janice / scooter / sweetums (voix)
- 1985 : Suivez cet oiseau (Sesame Street Presents: Follow that Bird) : Forgetful Jones / Gladys the Cow, Bruno, Bird (uncredited), Feathered Friends Owl (uncredited), Sully (uncredited) / Herry Monster / Monster (uncredited) (principal muppet performers) (voix)
- 1986 : The Muppets: A Celebration of 30 Years (TV) : Beaker, Scooter, Statler, Sweetums, Janice, Wayne, Bobby Benson, Sully, Forgetful Jones, Two-Headed Monster (Stein), Gladys the Cow
- 1986 : Learning About Numbers (vidéo) : Count (assistant) / Dip Cat / Ernie (assistant) / Honker (voix)
- 1986 : The Tale of the Bunny Picnic (TV) : Lugsy (voix)
- 1986 : The Christmas Toy (TV) : Belmont
- 1987 : The Adventures of Super Grover (TV) : Storyteller
- 1987 : A Muppet Family Christmas (TV) : Scooter, Forgetful Jones, Janice, Statler, Beaker, Sully, Gladys the Cow, Two-Headed Monster (Stein), Osvaldo the Grouch, Snowman (voix)
- 1988 : Sesame Street Special (TV) : Various Muppets
- 1989 : The Jim Henson Hour (série TV)
- 1989 : The Ghost of Faffner Hall (série TV) : Wild Impresario (voix)
- 1990 : The Muppets at Walt Disney World (TV) : Scooter / Statler / Janice / Beaker (voix)
- 1991 : Muppet*vision 3-D : Beaker, Scooter, Statler, Sweetums (voix)

### comme réalisateur
- 1983 : Fraggle Rock (série TV)